# (6994) 1995 BV4
A (6994) 1995 BV4 a Naprendszer kisbolygóövében található aszteroida. Ueda Szeidzsi és Kaneda Hirosi fedezte fel 1995. január 28-án.